# Marie Pardon
Pour les articles homonymes, voir Pardon (homonymie).
Marie Pardon (née le 5 janvier 2001) est une joueuse française de basket-ball.

## Biographie
Marie Pardon fait sa formation dans des clubs du Rhône, rejoignant notamment le centre de formation de Lyon ASVEL en 2016. Elle joue ses premiers matchs en professionnels avec l'ASVEL lors de la saison 2018-19 où l'équipe remporte le titre de Championnes de France. À l'issue de cette saison, elle est libérée par l'ASVEL qui, venant de se qualifier pour l’Euroligue, ne peut pas lui offrir un temps de jeu satisfaisant. Elle rejoint alors Tarbes où évolue déjà à son poste son amie et coéquipière dans les équipes de France jeunes Marine Fauthoux. En 2023, après 4 ans à Tarbes, elle s’engage avec le club rival du Sud Ouest, Basket Landes, lors de sa première année, le club atteint les finales de la ligue féminine, où elles s’inclinent face à Villeneuve d’Ascq. La saison suivante, elle devient championne de la Boulangère Wonderleague aux côtés de ses coéquipières Louise Bussière, Yohanna Ewodo et Sixtine Macquet. 
Lors de la saison 2020-21, elle gagne en responsabilités, notamment en raison du départ de Marine Fauthoux en direction de l'ASVEL, devenant la meneuse titulaire. Elle joue en moyenne 30 minutes par match pour 5,5 passes décisives, faisant d'elle la deuxième meilleure passeuse de LFB. Cette saison-là, Tarbes finit 8e et se qualifie pour l'EuroCoupe. Pour la saison 2021-22, elle est nommée par son coach Francisco Pinto capitaine de l'équipe tarbaise à seulement 20 ans. Tarbes a un effectif assez réduit qui rencontre des blessures. Ce contexte favorise un grand temps de jeu pour Marie Pardon. À raison de 36,27 minutes de moyenne par match, elle est la joueuse qui joue le plus en LFB cette saison-là. Elle finit aussi meilleure passeuse en moyenne avec 6 passes par match et un pic record de la saison de 15 passes décisives face au BLMA. 
Afin de pallier le forfait d’Olivia Époupa, Marie Pardon est convoquée pour la première fois en équipe de France sénior à l’été 2022 dans le cadre de la préparation de l’équipe de France à la Coupe du monde. Elle honore sa première sélection le 21 août 2022 lors du premier match de préparation contre la Bosnie-Herzégovine et y inscrit ses trois premiers points sous le maillot bleu, délivrant également 8 passes décisives. Elle dispute 4 matchs lors de cette préparation mais ne fait pas partie des 12 sélectionnées pour le mondial.
De manière parallèle à son parcours sportif, Marie Pardon fait ses études à Science Po Paris où elle suit un cursus adapté aux sportifs de haut-niveau.
Le 19 mai 2024, lors d’un match entre Basket Landes et Tarbes, la joueuse Marie Pardon a inscrit un panier contre son camp, pensant à tort que le temps était écoulé. Ce geste rare a offert deux points à l’adversaire juste avant la mi-temps. Basket Landes s’est finalement imposé 90-64. Pardon a reconnu une "erreur professionnelle" et s’est excusée auprès de son équipe.

## Clubs
| Saisons   | Équipe                         | Pays   |
| --------- | ------------------------------ | ------ |
| 2007–2015 | AL Gerland Mouche              | France |
| 2015–2016 | Saint-Genis Oullins Sainte-Foy | France |
| 2016–2019 | Lyon ASVEL féminin             | France |
| 2019–2023 | Tarbes Gespe Bigorre           | France |
| 2023–     | Basket Landes                  | France |

## Palmarès

### Sélection nationale

#### À cinq

##### Jeunes
- Médaille d’or au championnat d’Europe U16 2017
- Médaille d’argent à la coupe du monde U17 2018
- Médaille de bronze au championnat d’Europe U18 2019

#### À trois

##### Séniors
- Médaille d’argent aux Jeux méditerranéens 2022[16].

### En club
- Championne de France : 2018-19[17]
- Championne de France: 2024-25[6]

## Distinctions personnelles
- Meilleure passeuse de LFB en 2021-22[9]